# Stagno di Sa Curcurica
Lo stagno di Sa Curcurica  è una zona umida situata nel comune di Orosei, in prossimità della costa orientale della Sardegna.

## Caratteristiche
Con la direttiva comunitaria "Habitat" n. 92/43/CEE approvata nel 1992 dalla Commissione europea viene dichiarato sito di interesse comunitario e inserito nella rete Natura 2000 con l'intento di tutelarne la biodiversità, attraverso la conservazione dell'habitat, della flora e della fauna selvatica presenti. 
Il sito, distinto col codice ITB020012, comprende anche i vicini stagni di Bidderosa, Berchida e Sa Salinedda.

Lo stagno appartiene al demanio della Regione Sardegna che concede lo sfruttamento professionale delle risorse ittiche; viene esercitata l'attività di pesca a diverse specie tra cui orate, spigole e mormore.

## Storia
Fino all'Ottocento era conosciuto col nome di "Crocorica" e poi è stato successivamente mutato.
Nel 1959 viene scavata la parte artificiale dello Stagno di Sa Curcurica, per facilitare l'affluenza di acqua e compensare l'opera dello sbocco a mare naturale, spesso soggetto a interrimento. L'opera completa non venne mai completata definitivamente.  All'interno di questa opera venne poi integrata la  Peschiera di Sa Curcurica, ma che è attualmente improduttiva, ed in stato di completo abbandono.